# وادي شاهرة (بعدان)

تعديل مصدري - تعديل

وادي شاهرة محلة تابعة لقرية شاهرة، التابعة لعزلة دلال بمديرية بعدان إحدى مديريات محافظة إب في الجمهورية اليمنية، بلغ تعداد سكانها 82 حسب تعداد اليمن لعام 2004.